# Budeni (okręg Giurgiu)
Budeni – wieś w Rumunii, w okręgu Giurgiu, w gminie Comana. W 2011 roku liczyła 864 mieszkańców.